# Crassanapis
Crassanapis is een geslacht van spinnen uit de  familie van de Anapidae (Dwergkogelspinnen).

## Soorten
- Crassanapis calderoni Platnick & Forster, 1989
- Crassanapis cekalovici Platnick & Forster, 1989
- Crassanapis chaiten Platnick & Forster, 1989
- Crassanapis chilensis Platnick & Forster, 1989
- Crassanapis contulmo Platnick & Forster, 1989